# William Smith (geólogo)
William Smith, conhecido como Strata Smith (Churchill,  Oxfordshire, 23 de março de 1769 — Northampton, Northamptonshire, 28 de agosto de 1839), foi um geólogo britânico. É considerado o "pai da geologia inglesa".
Seu trabalho mais conhecido é o "The Map That Changed the World", um mapa geólogico detalhado da Inglaterra, do País de Gales e de uma parte da Escócia. Este não recebeu inicialmente seu devido valor. Plagiado, foi arruinado financeiramente e passou muito tempo na prisão. A nova ciência da geologia e as realizações de Smith só foram reconhecidas no final da sua vida.
Recebeu a primeira Medalha Wollaston, em 1831, concedida pela Sociedade Geológica de Londres.